# فرودگاه تکبانده پونتا آرنا
 فرودگاه تکبانده پونتا آرنا (به انگلیسی: Punta Arena Airstrip) یک فرودگاه خصوصی است که یک باند فرود آسفالت دارد و طول باند آن ۱۴۵۳ متر است. این فرودگاه در کشور مکزیک قرار دارد و در ارتفاع ۹ متری از سطح دریا واقع شده است.